# Phan Thị Bích Hằng
Phan Thị Bích Hằng (sinh ngày 15 tháng 2 năm 1972) là một nhà ngoại cảm Việt Nam. Bà được biết đến vì được cho là đã dùng khả năng ngoại cảm để giúp tìm kiếm hàng ngàn bộ hài cốt thất lạc (chủ yếu là liệt sĩ) bằng cách mà cách mà bà tự nhận là đối thoại trực tiếp với linh hồn người chết. Tuy nhiên khả năng ngoại cảm của bà gây tranh cãi, điển hình là sai sót trong việc quy tập hài cốt liệt sĩ.

## Tiểu sử
Bà Phan Thị Bích Hằng sinh ngày 15/2/1972, ở Yên Khánh, Ninh Bình, hiện bà Hằng đang sinh sống ở Hà Nội.  Bà Phan Thị Bích Hằng đã tốt nghiệp Đại học Kinh tế Quốc dân và Thạc sĩ Quản trị Kinh doanh.

## Khả năng ngoại cảm
Bà Hằng được biết đến vì được cho là đã tìm được mộ được cho là của nhiều nhân vật lịch sử như: nhà văn Nam Cao, Nguyễn Phong Sắc, Nguyễn Đức Cảnh. Một trong những vụ được tường thuật nhiều nhất là việc tìm mộ em gái của giáo sư Trần Phương. Có những hài cốt mất tích lâu đời như mộ tướng quân Hoàng Công Chất bà cũng tuyên bố đã tìm lại được , giúp cho họ Hoàng chắp nối được bộ gia phả hoàn chỉnh. Bà được cho là đã tìm ra thi thể của hơn 400 chiến sĩ trong trận đánh ở cánh rừng K'Nác, huyện Kbang, tỉnh Gia Lai . Ngoài ra, bà cũng đã tham gia vào cuộc tìm kiếm hơn 1.400 hài cốt tù nhân cộng sản ở nhà tù Phú Quốc .
Trong Đại lễ cầu siêu các liệt sĩ, đặc biệt là liệt sĩ nhà Tây Sơn diễn ra tại Bình Định cuối tháng 7 năm 2013, Phan Thị Bích Hằng nói rằng nhận được tín hiệu từ hai cụ thân sinh vua Quang Trung và cả Đức vua Quang Trung. Bà Hằng kể “Vua Quang Trung nói: Nhạc phụ của ta cứ muốn ta mời cả anh vợ ta vào nữa. Ta không đồng ý ghi là Lê Chiêu Thống mà chỉ được ghi là Lê Duy Kỳ với tư cách là anh vợ thôi chứ không phải là là ông Hoàng đâu đấy”. Như vậy, theo thông tin của bà Hằng “ngoại cảm”, vua Lê chiêu Thống là anh vợ của vua Quang Trung. Trong khi đó, theo sách sử ghi lại, vua Lê Chiêu Thống là cháu của Ngọc Hân công chúa, tức là cháu vợ của vua Quang Trung.
Ngày 23 tháng 10 năm 2013, Đài Truyền hình Việt Nam (VTV) đăng phóng sự về năng lực thực chất của các nhà ngoại cảm, trong đó nổi bật có Phan Thị Bích Hằng, là thành viên của Viện nghiên cứu và ứng dụng tiềm năng con người. Những hài cốt mà các nhà ngoại cảm quy tập được và cho rằng đó là hài cốt của liệt sĩ, sau giám định của Viện Pháp y Quân đội, lại là những xương động vật, đất đá, tỉ lệ chính xác là bằng 0. Các trường hợp do thân nhân tự mang đến Viện Pháp y Quân đội để xét nghiệm cũng cho kết quả sai khá cao.

## Thông tin thêm
Đài BBC đưa tin : Giám đốc Trung tâm thuộc Hội khoa học thông tin và viễn thông ứng dụng (Liên hiệp Khoa học Công nghệ tin học ứng dụng (UIA)), ông Vũ Thế Khanh cho hay: Đây là những người có khả năng thần giao cách cảm. Một số nghe được tiếng nói từ cõi khác, một số ngửi được mùi người chết. Theo ông, "Có người sinh ra đã có khả năng thần bí, có người lại có sau khi gặp một tai nạn gây chấn động tâm lý mạnh." Cũng theo ý kiến của vị giám đốc này thì cả Việt Nam có tới chừng 100 người tự nhận là có khả năng thần giao cách cảm nhưng con số nổi tiếng nhất là khoảng 10 người. Bà Phan Thị Bích Hằng ở miền Bắc được coi là một người như thế. Và theo báo Công an Nhân dân thì cô Hằng được cán bộ nhà nước cao cấp mời để tìm xác những người lính Việt Nam hy sinh từ trong kháng chiến chống Pháp...
Ngày 18 tháng 5 năm 2006, đài BBC cũng đã cho chiếu trên tivi bộ phim tài liệu nói về việc đi tìm hài cốt bằng phương pháp ngoại cảm ở Việt Nam. Phim Psychic Vietnam được chiếu trên kênh BBC Two ở Anh nói về chuyện từ khoảng một thập niên nay, nhiều gia đình Việt Nam đã nhờ đến những người được nói là có khả năng ngoại cảm để giúp tìm mộ người thân chết trong chiến tranh.